# 矮柱兰属
矮柱兰属（学名：Thelasis），又名八粉蘭屬、短柱蘭屬，是兰科下的一个属，为附生兰或陆生兰。该属共有约20种，分布于热带亚洲至大洋洲。